# اتوکار برزینا
اتوکار برزینا (انگلیسی: Otokar Březina; ۱۳ سپتامبر ۱۸۶۸ – ۲۵ مارس ۱۹۲۹) نویسنده، شاعر، و آموزگار اهل کشور چکسلواکی بود.
برزینا در شهر کوچک پوتشاتکی، در شهرستان پلهرژیموف به دنیا آمد و از چشم‌انداز اسرارآمیز استان ویسوچینا، در بوهم و موراویا الهام گرفت و تمام زندگی خود را در آنجا گذراند.
تقریباً همه آثار او در مدت ۱۳ سال خلق شدند، زمانی که او به عنوان معلم در نووا ریشه، شهر کوچکی با صومعه کار می‌کرد. او مرتباً برای مطالعه کتاب‌های مختلف فیلسوفان قرون وسطی، به‌ویژه عرفان‌های آلمانی و فرانسوی، از کتابخانه بزرگ بازدید می‌کرد و به این ترتیب از شوک ناشی از مرگ ناگهانی پدر و مادرش رهایی یافت. در حوالی سال ۱۸۹۵ او به پرسش‌هایی دربارهٔ معنی زندگی فکر کرد و اولین کتاب شعر خود را به نام «فاصله‌های مرموز» نوشت که جدایی او از دنیای بیرون و جستجوی آرامش او در هنر را بیان می‌کرد.
برزینا در کتاب دوم خود، Svítání na západě (۱۸۹۶)، درد را به عنوان وسیله‌ای برای شناخت بررسی کرد و مرگ را کلید درک رمز و راز زندگی دانست. کتاب سوم او، Větry od pólů (۱۸۹۷)، نشان می‌دهد که او تمرکز خود را از درد شخصی خود به موضوع همبستگی انسانی تغییر می‌دهد. احساس تعلق به «همه چیز» در کتاب بعدی او Stavitelé chrámu بیشتر قابل درک است و در آخرین کتاب شعر او، Ruce (1901) به اوج خود رسید. ششمین دفتر شعر برزینا، Země، ناتمام ماند.
برزینا همچنین به دلیل دوستی‌هایی که با دیگر شخصیت‌های فرهنگی چک از جمله مجسمه‌ساز نمادگرا فرانتیشک بیلک، منتقد ادبی، جامعه‌شناس و دانشمند علوم سیاسی، امانوئل چالوپنی، شاعر، نثر نویس و کشیش یاکوب دمل، و فیلسوف و نویسنده مشهور لادیسلاو کلیما، مورد توجه است.